# Virgilio Ducceschi
Virgilio Ducceschi (Scansano, 1º settembre 1871 – Padova, 19 giugno 1952) è stato un fisiologo, biochimico e scienziato italiano.

## Biografia
Laureatosi in medicina all'Università di Firenze nel 1895, divenne assistente del fisiologo Giulio Fano.
La sua formazione scientifica venne completata da un periodo di studio e ricerca all'Università di Strasburgo, prima nell'Istituto di fisiologia diretto da J. R. Ewald e poi nell'Istituto di chimica fisiologica diretto da F. Hoffman. Qui svolse ricerche sperimentali sulla conduttività delle fibre nervose, sulla fenilalanina e sull'ossidazione delle melanine.
Tornato in Italia, nel 1900, si trasferì all'Istituto di fisiologia umana dell'Università di Roma diretto dal Luigi Luciani e vi tenne un corso di chimica fisiologica.
Nel 1905 ottenne la cattedra di fisiologia umana dell'Università di Palermo e nel 1907 passò alla direzione dell'Istituto di fisiologia sperimentale dell'Università di Córdoba in Argentina, dove tenne anche corsi di chimica fisiologica e di psicologia sperimentale.
Nel 1916 tornò in Italia per arruolarsi e combattere nel conflitto mondiale.
Nel 1919 divenne direttore dell'Istituto di fisiologia umana dell'Università di Sassari, passando nel 1919 alla direzione di quello dell'Università di Pavia.
Infine, nel 1925, passò alla direzione dell'Istituto di fisiologia dell'Università di Padova, rimanendovi fino all'ottenimento della nomina di professore emerito.
Autore di numerosissime pubblicazioni scientifiche, ha dato contributi scientifici originali in molti campi della fisiologia e della biochimica.
Molti suoi allievi vinsero cattedre in prestigiose università italiane.

## Opere principali
- Evoluzione morfologica ed evoluzione chimica, Zanichelli, Bologna 1904.
- Guida alle esercitazioni di fisiologia e di chimica fisiologica, Società Editrice Libraria, Milano 1905, 1920, 1935.
- La soja e l'alimentazione nazionale, Vallardi, Milano, 1928.

## Onorificenze
È stato membro di molte importanti società scientifiche nazionali e internazionali tra cui:
- Accademia Nazionale dei Lincei, dal 1930
- Istituto veneto di scienze, lettere ed arti
- Academia Nacional de Ciencas Argentina